# Casa de la pujada de l'Església
La Casa de la pujada de l'Església és una obra de Cantallops (Alt Empordà) inclosa a l'Inventari del Patrimoni Arquitectònic de Catalunya.

## Descripció
Edifici entre mitgeres, situat a prop del centre del poble, de planta baixa, pis i golfes, amb coberta a dues vessants. Actualment a aquesta casa se li ha annexionat la casa veïna, tot i que cadascuna encara conserva les seves obertures i les seves portes d'accés. La façana està arrebossada, fet que no permet veure el parament original, però les obertures de la planta baixa i del primer pis estan carreuades. La llinda de la porta d'accés té inscrita la data 1783 i una creu a sobre de la data, i el pis superior té dues obertures una de les quals amb un balcó.